# Alexandru Vagner
Alexandru Vagner (Azuga, 19 agosto 1989 – Brasov, 30 settembre 2022) è stato un calciatore rumeno, di ruolo terzino destro o esterno di centrocampo.
Morì a causa di un attacco di cuore occorsogli durante un allenamento.